# Tanjung Kulon
Tanjung Kulon is een bestuurslaag in het regentschap Pekalongan van de provincie Midden-Java, Indonesië. Tanjung Kulon telt 1824 inwoners (volkstelling 2010).